# Tornei di tennis maschili nel 1900
Prima della nascita della cosiddetta "Era Open" del tennis, ossia l'apertura ai tennisti professionisti degli eventi più importanti, tutti i tornei erano riservati ad atleti dilettanti. Nel 1900 tutti i tornei erano amatoriali, tra questi c'erano i tornei del Grande Slam: il Campionato francese di tennis, il Torneo di Wimbledon, e gli U.S. National Championships.

## Calendario

### Gennaio
Nessun evento

### Febbraio
| Settimana   | Torneo                                                                     | Vincitore                           | Finalista            | Semifinalisti | Eliminati ai quarti |
| ----------- | -------------------------------------------------------------------------- | ----------------------------------- | -------------------- | ------------- | ------------------- |
| 19 febbraio | US Indoors 1900 New York, USA Singolare - Doppio                           | John Appleton Allen 6-1 1-6 6-4 6-3 | Calhoun Cragin       |               |                     |
| 19 febbraio | US Indoors 1900 New York, USA Singolare - Doppio                           | John Appleton Allen Hackett         | Paret Calhoun Cragin |               |                     |
| 19 febbraio | South Australian Championships 1900 Adelaide, Australia Singolare - Doppio | August Kearney 6-3 6-2 6-3          | Robert George Bowen  |               |                     |
| 19 febbraio | South Australian Championships 1900 Adelaide, Australia Singolare - Doppio |                                     |                      |               |                     |

### Marzo
| Settimana | Torneo                                                                           | Vincitore                         | Finalista        | Semifinalisti | Eliminati ai quarti |
| --------- | -------------------------------------------------------------------------------- | --------------------------------- | ---------------- | ------------- | ------------------- |
| 19 marzo  | South of France Championships 1900 Nizza, Francia Terra rossa Singolare - Doppio | Laurence Doherty walkover         | Reginald Doherty |               |                     |
| 19 marzo  | South of France Championships 1900 Nizza, Francia Terra rossa Singolare - Doppio | Laurence Doherty Reginald Doherty |                  |               |                     |

### Aprile
| Settimana | Torneo                                                                            | Vincitore                                         | Finalista       | Semifinalisti | Eliminati ai quarti |
| --------- | --------------------------------------------------------------------------------- | ------------------------------------------------- | --------------- | ------------- | ------------------- |
| 1º aprile | Geelong Easter Tournament 1900 Geelong, Australia Singolare - Doppio              | Alfred Dunlop 6-4 6-3 6-0                         | Ben Green       |               |                     |
| 1º aprile | Geelong Easter Tournament 1900 Geelong, Australia Singolare - Doppio              |                                                   |                 |               |                     |
| 1º aprile | Nice Lawn Tennis Club Championships 1900 Nizza, Francia Singolare - Doppio        | William le Maire de Warzée d'Hermalle 6-2 6-2 6-4 | A.F. Langley    |               |                     |
| 1º aprile | Nice Lawn Tennis Club Championships 1900 Nizza, Francia Singolare - Doppio        |                                                   |                 |               |                     |
| 20 aprile | French Covered Court Championships 1900 Parigi, Francia Singolare - Doppio        | George Caridia 3-6 11-9 6-3                       | Harold Mahony   |               |                     |
| 20 aprile | French Covered Court Championships 1900 Parigi, Francia Singolare - Doppio        |                                                   |                 |               |                     |
| 28 aprile | British Covered Court Championships 1900 Londra, Gran Bretagna Singolare - Doppio | Arthur Gore 6-1 7-5 6-3                           | Josiah Ritchie  |               |                     |
| 28 aprile | British Covered Court Championships 1900 Londra, Gran Bretagna Singolare - Doppio |                                                   |                 |               |                     |
| 30 aprile | New South Wales Championships 1900 Sydney, Australia Singolare - Doppio           | Horace Rice 6-0, 6-1, 3-6, 6-4                    | Leslie Poidevin |               |                     |
| 30 aprile | New South Wales Championships 1900 Sydney, Australia Singolare - Doppio           |                                                   |                 |               |                     |

### Maggio
| Settimana | Torneo                                                                        | Vincitore                                | Finalista                      | Semifinalisti | Eliminati ai quarti |
| --------- | ----------------------------------------------------------------------------- | ---------------------------------------- | ------------------------------ | ------------- | ------------------- |
| Maggio    | Irish Championships 1900 Dublino, Irlanda Singolare - Doppio                  | Reginald Doherty 6-4 7-5 7-9 7-9 6-3     | Arthur Gore                    |               |                     |
| Maggio    | Irish Championships 1900 Dublino, Irlanda Singolare - Doppio                  |                                          |                                |               |                     |
| 13 maggio | Swedish Covered Court Championships 1900 Stoccolma, Svezia Singolare - Doppio | John Mason Flavelle 7-5 6-2 6-4          | Carl Gunnar Emanuel Setterwall |               |                     |
| 13 maggio | Swedish Covered Court Championships 1900 Stoccolma, Svezia Singolare - Doppio |                                          |                                |               |                     |
| 21 maggio | Southern Championships 1900 Washington, USA Singolare - Doppio                | Jahial Parmly Paret 5-7 8-10 6-2 6-0 6-3 | John Davidson                  |               |                     |
| 21 maggio | Southern Championships 1900 Washington, USA Singolare - Doppio                |                                          |                                |               |                     |

### Giugno
| Settimana | Torneo                                                                       | Vincitore                               | Finalista            | Semifinalisti | Eliminati ai quarti |
| --------- | ---------------------------------------------------------------------------- | --------------------------------------- | -------------------- | ------------- | ------------------- |
| 10 giugno | Middlesex Championships 1900 Chiswick Park, Gran Bretagna Singolare - Doppio | Harold Mahony 6-2 6-4 6-2               | Arthur Gore          |               |                     |
| 10 giugno | Middlesex Championships 1900 Chiswick Park, Gran Bretagna Singolare - Doppio |                                         |                      |               |                     |
| 17 giugno | Campionato francese di tennis 1900 Parigi, Francia Singolare - Doppio        | Paul Aymé 6-3 6-0                       | Alain Prévost        |               |                     |
| 17 giugno | Campionato francese di tennis 1900 Parigi, Francia Singolare - Doppio        | Paul Aymé Paul Lebréton                 |                      |               |                     |
| 17 giugno | Kent Championships 1900 Beckenham, Gran Bretagna Singolare - Doppio          | Arthur Gore 6-4 6-4 6-4                 | Harold Mahony        |               |                     |
| 17 giugno | Kent Championships 1900 Beckenham, Gran Bretagna Singolare - Doppio          |                                         |                      |               |                     |
| 20 giugno | Massachusetts State Championships 1900 Boston, USA Singolare - Doppio        | Dwight F. Davis 10-8 6-3 6-3            | Malcolm Whitman      |               |                     |
| 20 giugno | Massachusetts State Championships 1900 Boston, USA Singolare - Doppio        |                                         |                      |               |                     |
| 23 giugno | Northern Championships 1900 Liverpool, Gran Bretagna Singolare - Doppio      | Sydney Howard Smith 6-3 6-8 6-4 4-6 6-2 | Edward Roy Allen     |               |                     |
| 23 giugno | Northern Championships 1900 Liverpool, Gran Bretagna Singolare - Doppio      |                                         |                      |               |                     |
| 30 giugno | Metropolitan Grass Court Championships 1900 New York, USA Singolare - Doppio | Edwin P. Fischer 3-6 6-1 10-8 8-6       | Beals Coleman Wright |               |                     |
| 30 giugno | Metropolitan Grass Court Championships 1900 New York, USA Singolare - Doppio |                                         |                      |               |                     |

### Luglio
| Settimana | Torneo                                                                          | Vincitore                                           | Finalista                              | Semifinalisti | Eliminati ai quarti |
| --------- | ------------------------------------------------------------------------------- | --------------------------------------------------- | -------------------------------------- | ------------- | ------------------- |
| 1º luglio | Mid-Kent Championships 1900 Maidstone, Gran Bretagna Singolare - Doppio         | Edward Roy Allen                                    | non conosciuta (bandiera)              |               |                     |
| 1º luglio | Mid-Kent Championships 1900 Maidstone, Gran Bretagna Singolare - Doppio         |                                                     |                                        |               |                     |
| 3 luglio  | Torneo di Wimbledon 1900 Londra, Gran Bretagna Singolare - Doppio               | Reginald Doherty 6-8 6-3 6-1 6-2                    | Sydney Howard Smith                    |               |                     |
| 3 luglio  | Torneo di Wimbledon 1900 Londra, Gran Bretagna Singolare - Doppio               | Reginald Doherty Laurie Doherty 9-7 7-5 4-6 3-6 6-3 | Herbert Roper Barrett Harold Nisbet    |               |                     |
| 4 luglio  | Pacific Coast Championships 1900 San Rafael, USA Singolare - Doppio             | George F. Whitney 6-2 6-4 6-4                       | Sumner Hardy                           |               |                     |
| 4 luglio  | Pacific Coast Championships 1900 San Rafael, USA Singolare - Doppio             |                                                     |                                        |               |                     |
| 7 luglio  | Welsh Championships 1900 Newport, Gran Bretagna Singolare - Doppio              | Sydney Howard Smith 6-8 9-7 6-0 7-5                 | Edward Roy Allen                       |               |                     |
| 7 luglio  | Welsh Championships 1900 Newport, Gran Bretagna Singolare - Doppio              |                                                     |                                        |               |                     |
| 7 luglio  | Middle States Championships 1900 Mountain Station, USA Singolare - Doppio       | Malcolm Whitman 3-6 6-3 6-4 6-3                     | Dwight Davis                           |               |                     |
| 7 luglio  | Middle States Championships 1900 Mountain Station, USA Singolare - Doppio       |                                                     |                                        |               |                     |
| 9 luglio  | Giochi Olimpici 1900 Parigi, Francia Singolare - Doppio - Doppio misto          | Laurence Doherty 6-4, 6-2, 6-3                      | Harold Mahony                          |               |                     |
| 9 luglio  | Giochi Olimpici 1900 Parigi, Francia Singolare - Doppio - Doppio misto          |                                                     |                                        |               |                     |
| 14 luglio | Western Championships 1900 Washington, USA Singolare - Doppio                   | Kreigh Collins 4-6 6-4 7-9 6-3 6-4                  | Sumner Hardy                           |               |                     |
| 14 luglio | Western Championships 1900 Washington, USA Singolare - Doppio                   |                                                     |                                        |               |                     |
| 15 luglio | Canadian Championships 1900 Niagara Falls, Canada Singolare - Doppio            | Malcolm Whitman 7-5 3-6 6-3 1-6 7-5                 | William Larned                         |               |                     |
| 15 luglio | Canadian Championships 1900 Niagara Falls, Canada Singolare - Doppio            | Edwin P. Fischer Harold Hackett 8-6 4-6 6-3 6-4     | Malcolm Whitman Beals Coleman Wright   |               |                     |
| 15 luglio | North London Championships 1900 Londra, Gran Bretagna Singolare - Doppio        | Arthur Gore                                         | non conosciuta (bandiera)              |               |                     |
| 15 luglio | North London Championships 1900 Londra, Gran Bretagna Singolare - Doppio        |                                                     |                                        |               |                     |
| 21 luglio | Warwickshire Championships 1900 Leamington, Gran Bretagna Singolare - Doppio    | John Mycroft Boucher 6-2 6-1 6-1                    | Ernest Douglas Black                   |               |                     |
| 21 luglio | Warwickshire Championships 1900 Leamington, Gran Bretagna Singolare - Doppio    |                                                     |                                        |               |                     |
| 22 luglio | Queen's Club Championships 1900 Londra, Gran Bretagna Singolare - Doppio        | Arthur Gore 6-0 6-2 6-3                             | A. Lavy                                |               |                     |
| 22 luglio | Queen's Club Championships 1900 Londra, Gran Bretagna Singolare - Doppio        |                                                     |                                        |               |                     |
| 28 luglio | Midland Counties Championships 1900 Edgbaston, Gran Bretagna Singolare - Doppio | Sydney Howard Smith 6-2 6-3 7-5                     | George Whiteside Hillyard              |               |                     |
| 28 luglio | Midland Counties Championships 1900 Edgbaston, Gran Bretagna Singolare - Doppio |                                                     |                                        |               |                     |
| 28 luglio | Nottinghamshire Championships 1900 Nottingham, Gran Bretagna Singolare - Doppio | Edward Roy Allen 6-1 6-0 6-1                        | William Saint George Frederick Perrott |               |                     |
| 28 luglio | Nottinghamshire Championships 1900 Nottingham, Gran Bretagna Singolare - Doppio |                                                     |                                        |               |                     |

### Agosto
| Settimana | Torneo                                                                            | Vincitore                                              | Finalista                     | Semifinalisti | Eliminati ai quarti |
| --------- | --------------------------------------------------------------------------------- | ------------------------------------------------------ | ----------------------------- | ------------- | ------------------- |
| 1º agosto | Longwood Bowl 1900 Boston, USA Singolare - Doppio                                 | Malcolm Whitman 6-3 3-6 6-2 6-3                        | Dwight F. Davis               |               |                     |
| 1º agosto | Longwood Bowl 1900 Boston, USA Singolare - Doppio                                 |                                                        |                               |               |                     |
| 1º agosto | Derbyshire Championships 1900 Buxton, Gran Bretagna Singolare - Doppio            | George Hillyard 3-6 6-4 6-1 6-4                        | Frank Riseley                 |               |                     |
| 1º agosto | Derbyshire Championships 1900 Buxton, Gran Bretagna Singolare - Doppio            |                                                        |                               |               |                     |
| 11 agosto | Scottish Championships 1900 Moffat, Gran Bretagna Singolare - Doppio              | Charles Richard Delabere Pritchett 3-6 6-3 5-7 6-4 6-3 | Frederick William Payn        |               |                     |
| 11 agosto | Scottish Championships 1900 Moffat, Gran Bretagna Singolare - Doppio              |                                                        |                               |               |                     |
| 11 agosto | Essex Championships 1900 Colchester, Gran Bretagna Singolare - Doppio             | Edward R. Allen 6-2 6-3                                | Laurence Joseph Petre         |               |                     |
| 11 agosto | Essex Championships 1900 Colchester, Gran Bretagna Singolare - Doppio             |                                                        |                               |               |                     |
| 12 agosto | Europe Championships 1900 Ostenda, Belgio Singolare - Doppio                      | Josiah Ritchie walkover                                | Harold Mahony                 |               |                     |
| 12 agosto | Europe Championships 1900 Ostenda, Belgio Singolare - Doppio                      |                                                        |                               |               |                     |
| 16 agosto | Southern California Championships 1900 Santa Monica, USA Singolare - Doppio       | Alphonzo Bell                                          | non conosciuta (bandiera)     |               |                     |
| 16 agosto | Southern California Championships 1900 Santa Monica, USA Singolare - Doppio       |                                                        |                               |               |                     |
| 20 agosto | Cumberland Championhips 1900 Carlisle, Gran Bretagna Singolare - Doppio           | G.C. Glenny                                            | non conosciuta (bandiera)     |               |                     |
| 20 agosto | Cumberland Championhips 1900 Carlisle, Gran Bretagna Singolare - Doppio           |                                                        |                               |               |                     |
| 21 agosto | U.S. National Championships 1900 Newport, USA Singolare - Doppio                  | Malcolm Whitman 6-4 1-6 6-2 6-2                        | William Larned                |               |                     |
| 21 agosto | U.S. National Championships 1900 Newport, USA Singolare - Doppio                  | Holcombe Ward Dwight Davis 6-4 9-7 12-10               | Fred Alexander Raymond Little |               |                     |
| 22 agosto | Suffolk Championships 1900 Saxmundham, Gran Bretagna Singolare - Doppio           | Charles Dixon 7-5 5-7 7-5 6-4                          | Roy Allen                     |               |                     |
| 22 agosto | Suffolk Championships 1900 Saxmundham, Gran Bretagna Singolare - Doppio           |                                                        |                               |               |                     |
| 25 agosto | Queensland Championships 1900 Brisbane, Australia Singolare - Doppio              | Leslie Oswald Sheridan Poidevin 6-2 3-6 6-2 6-2        | Harold Berkeley Rowlands      |               |                     |
| 25 agosto | Queensland Championships 1900 Brisbane, Australia Singolare - Doppio              |                                                        |                               |               |                     |
| 26 agosto | German Championships 1900 Amburgo, Germania Singolare - Doppio                    | George Hillyard walkover                               | Laurence Doherty              |               |                     |
| 26 agosto | German Championships 1900 Amburgo, Germania Singolare - Doppio                    |                                                        |                               |               |                     |
| 26 agosto | Homburg Cup 1900 Bad Homburg vor der Höhe, Germania Singolare - Doppio            | Laurence Doherty 7-5 6-2 3-6 4-6 6-2                   | George Whiteside Hillyard     |               |                     |
| 26 agosto | Homburg Cup 1900 Bad Homburg vor der Höhe, Germania Singolare - Doppio            |                                                        |                               |               |                     |
| 26 agosto | North of England Championships 1900 Scarborough, Gran Bretagna Singolare - Doppio | David G. Chaytor                                       | non conosciuta (bandiera)     |               |                     |
| 26 agosto | North of England Championships 1900 Scarborough, Gran Bretagna Singolare - Doppio |                                                        |                               |               |                     |

### Settembre
| Settimana    | Torneo                                                                           | Vincitore                           | Finalista                        | Semifinalisti | Eliminati ai quarti |
| ------------ | -------------------------------------------------------------------------------- | ----------------------------------- | -------------------------------- | ------------- | ------------------- |
| 1º settembre | Northumberland Championships 1900 Newcastle, Gran Bretagna Singolare - Doppio    | George Hillyard 5-7 6-2 7-5 6-2     | Turketil George Pearson Greville |               |                     |
| 1º settembre | Northumberland Championships 1900 Newcastle, Gran Bretagna Singolare - Doppio    |                                     |                                  |               |                     |
| 2 settembre  | West Sussex Championships 1900 Chichester, Gran Bretagna Singolare - Doppio      | Philip Graeme Pearson               | non conosciuta (bandiera)        |               |                     |
| 2 settembre  | West Sussex Championships 1900 Chichester, Gran Bretagna Singolare - Doppio      |                                     |                                  |               |                     |
| 8 settembre  | Cincinnati Open 1900 Cincinnati, USA Singolare - Doppio                          | Raymond Little 6-2 6-4 6-2          | Nat Emerson                      |               |                     |
| 8 settembre  | Cincinnati Open 1900 Cincinnati, USA Singolare - Doppio                          |                                     |                                  |               |                     |
| 8 settembre  | Sussex Championships 1900 Brighton, Gran Bretagna Singolare - Doppio             | Sydney Howard Smith 6-2 4-6 6-4 6-2 | George Whiteside Hillyard        |               |                     |
| 8 settembre  | Sussex Championships 1900 Brighton, Gran Bretagna Singolare - Doppio             |                                     |                                  |               |                     |
| 9 settembre  | Swiss International Championships 1900 Zurigo, Svizzera Singolare - Doppio       | E.K. Harvey 6-3 5-7 6-4 ritiro      | Robert Baldwin Hough             |               |                     |
| 9 settembre  | Swiss International Championships 1900 Zurigo, Svizzera Singolare - Doppio       |                                     |                                  |               |                     |
| 16 settembre | South of England Championships 1900 Eastbourne, Gran Bretagna Singolare - Doppio | Laurence Doherty 6-4 1-6 6-2 6-1    | Sydney Howard Smith              |               |                     |
| 16 settembre | South of England Championships 1900 Eastbourne, Gran Bretagna Singolare - Doppio |                                     |                                  |               |                     |
| 16 settembre | Torneo di Dinard 1900 Dinard, Francia Singolare - Doppio                         | Laurence Doherty 4-6 6-1 8-6 7-5    | Harold Mahony                    |               |                     |
| 16 settembre | Torneo di Dinard 1900 Dinard, Francia Singolare - Doppio                         |                                     |                                  |               |                     |

### Ottobre
| Settimana  | Torneo                                                                             | Vincitore                                    | Finalista                   | Semifinalisti | Eliminati ai quarti |
| ---------- | ---------------------------------------------------------------------------------- | -------------------------------------------- | --------------------------- | ------------- | ------------------- |
| 1º ottobre | National Collegiate Championships 1900 Haverford, USA Singolare - Doppio           | Raymond Little 6-3 6-3 6-2                   | William Clothier            |               |                     |
| 1º ottobre | National Collegiate Championships 1900 Haverford, USA Singolare - Doppio           |                                              |                             |               |                     |
| 8 ottobre  | Torneo di Boulogne 1900 Boulogne, Francia Singolare - Doppio                       | Clement Burnett Weir walkover                | Horace Arthur Bruce Chapman |               |                     |
| 8 ottobre  | Torneo di Boulogne 1900 Boulogne, Francia Singolare - Doppio                       |                                              |                             |               |                     |
| 8 ottobre  | Western Australian Championships 1900 Perth, Australia Singolare - Doppio          | J.C. Johnston 3-6 6-2 6-3 6-1                | J. Magee                    |               |                     |
| 8 ottobre  | Western Australian Championships 1900 Perth, Australia Singolare - Doppio          |                                              |                             |               |                     |
| 15 ottobre | Welsh Covered Court Championships 1900 Craigside, Gran Bretagna Singolare - Doppio | George Aristides Caridia 4-6 6-4 6-4 6-8 6-3 | Sydney Lawrence Fry         |               |                     |
| 15 ottobre | Welsh Covered Court Championships 1900 Craigside, Gran Bretagna Singolare - Doppio |                                              |                             |               |                     |

### Novembre
| Settimana   | Torneo                                                                    | Vincitore                    | Finalista              | Semifinalisti | Eliminati ai quarti |
| ----------- | ------------------------------------------------------------------------- | ---------------------------- | ---------------------- | ------------- | ------------------- |
| 24 novembre | Victorian Championships 1900 Melbourne, Australia Singolare - Doppio      | Thomas C. Irving 6-3 6-1 6-2 | Norman Everard Brookes |               |                     |
| 24 novembre | Victorian Championships 1900 Melbourne, Australia Singolare - Doppio      |                              |                        |               |                     |
| 30 novembre | Metropolitan Championships 1900 Strathfield, Australia Singolare - Doppio | Horace Rice 6-3 6-2          | Leslie Oswald Poidevin |               |                     |
| 30 novembre | Metropolitan Championships 1900 Strathfield, Australia Singolare - Doppio |                              |                        |               |                     |

### Dicembre
| Settimana   | Torneo                                                                        | Vincitore                                    | Finalista             | Semifinalisti | Eliminati ai quarti |
| ----------- | ----------------------------------------------------------------------------- | -------------------------------------------- | --------------------- | ------------- | ------------------- |
| 30 dicembre | New Zealand Championships 1900 Christchurch, Nuova Zelanda Singolare - Doppio | Alfred Wallace Dunlop 4-6 6-2 6-1 6-4        | John Campbell Peacock |               |                     |
| 30 dicembre | New Zealand Championships 1900 Christchurch, Nuova Zelanda Singolare - Doppio | Harry Alabaster Parker John Campbell Peacock |                       |               |                     |